# Chlidones albostrigatus
Chlidones albostrigatus é uma espécie de cerambicídeo da tribo Chlidonini, endêmica de Madagáscar.

## Etimologia
O epíteto específico albostrigatus significa "sulcos brancos".

## Taxonomia
Em 1897, Fairmaire descreveu a espécie baseando-se em um exemplar, encontrado em Toamasina.